# Бюльон, Стефан
Стефа́н Бюльо́н (фр. Stéphane Bullion, род. 18 апреля 1980 года, Лион, Франция) — французский артист балета, солист Парижской национальной оперы.

## Биография
Стефан Бюльон начал заниматься балетом с Рене Боном в возрасте 11 лет в родном городе, Лионе. В 1994 году он поступил в балетную школу Парижской оперы, по окончании которой в 1997 году, в возрасте 17 лет, был принят в кордебалет балетной труппы Парижской оперы. В 2001 году был повышен до ранга корифея, в 2002 год получил статус танцовщика-сюжета (sujet), в 2007 году стал первым танцовщиком труппы. 2 июня 2010 года, после исполнения партии Солора в балете Рудольфа Нуреева «Баядерка» был объявлен этуалью Парижской оперы. В 2010 был номинирован на приз «Бенуа танца» за исполнение партии Альберта в балете «Жизель».

## Репертуар
- Иван[* 1][4] — «Иван Грозный» Юрия Григоровича
- pas de deux — «Агон», «Изумруды», «Четыре темперамента» (3-я часть), Symphonie en ut Джорджа Баланчина
- Орфей — «Орфей и Эвридика», «Весна священная» Пины Бауш
- Мужчина в чёрном — «Маленькие танцовщицы Дега» Патриса Бара
- Феникс — «Жар-птица», Главарь банды — «Чудесный мандарин» Мориса Бежара
- «Белая тьма» Начо Дуато
- Альберт — «Жизель» Ж.-Ж. Перро и Ж. Коралли
- «Знаки» Каролин Карлсон
- дуэт «Дверь» — «Квартира», Мужчина — «Дом Бернарды» Матса Эка (rôle tenu * lors de l’entrée au répertoire le 26 avril 2008)
- «Сладкая ложь», Микадо — «Кагуя-химэ» Иржи Килиана Un prétendant (villageois)
- Люсьен, Иньиго — «Пахита» Пьера Лакотта
- Мнестер, Калигула — «Калигула» Николя лё Риша
- Купец — «Миражи», Тезей — «Федра», «Сюита в белом» Сержа Лифаря
- «АндреОрия» Эдуара Лока
- Мавр — «Петрушка» Михаила Фокина
- «Манон» Кеннета Макмиллана
- Батист — «Дети райка» Хосе Мартинеса
- Фавн — «Послеполуденный отдых фавна» Вацлава Нижинского
- Арман — «Дама с камелиями», Душа — «Третья симфония Малера» Джона Ноймайера (rôle tenu lors de l’entrée au répertoire le 13 mars 2009)
- Солор — «Баядерка», Звезда кино — «Золушка», Эспада — «Дон Кихот», Ротбарт, принц Зигфрид — «Лебединое озеро», Жан де Бриен, Абдерахман — «Раймонда», Бенволио, Парис, Тибальд — «Ромео и Джульетта» Рудольфа Нуриева
- Фредери — «Арлезианка», Морель — «Пруст, или Перебои сердца», Волк — «Волк», Юноша — «Юноша и смерть», дон Хозе — «Кармен» Ролана Пети
- Ясон — «Сон Медеи», MC 14/22 «ceci est mon corps» (rôle tenu lors de l’entrée au répertoire en 2004), Ананда и Сиддхартха — «Сиддхартха» (rôle tenu lors de la création le 18 mars 2010) Анжелена Прельжокажа
- Эрос — «Психея» Алексея Ратманского (rôle tenu lors de la création le 22 septembre 2011)
- «Послеполуденный отдых фавна», 2-й и 3-й дуэты — «В ночи», «Glass Pieces» Джерома Роббинса

Спектакли в других театрах
- 2005 — Иван, «Иван Грозный» Ю. Григоровича (театр «Кремлёвский балет», Москва)
- 2007 — Конрад, «Корсар» Жана-Гийома Бара (Екатеринбург)

## Награды
- 2004 —  приз A.R.O.P.[фр.]
- 2010 — Кавалер ордена Искусств и литературы

## Фильмография
- 1997 — «Серж Перетти, последний итальянец», док. фильм Доминика Делуша
- 2005 — «Серж Лифарь, Мусагет», док. фильм Доминика Делуша
- 2006 — «Принцесса Аврора», фильм-сказка Нильса Тавернье (1-й танцовщик, хореография Кадера Беларби)

Записи спектаклей Парижской Оперы на DVD
- 2004 — MC14/22 «Ceci est mon corps» Анжелена Прельжокажа (Réalisation Denis Caiozzi, Opus Arte)
- 2007 — Морель, «Пруст, или Перебои сердца» Ролана Пети (Réalisation Vincent Bataillon, Bel Air Classiques)
- 2008 — Арман, «Дама с камелиями» Джона Ноймайера (Réalisation Thomas Grimm, Opus Arte)
- 2008 — «В честь Джерома Роббинса» — «В ночи» (партнёрша — Аньес Летестю, Réalisation Vincent Bataillon, Bel Air Classiques)
- 2010 — Ананда, «Сиддхартха» Анжелена Прельжокажа (Réalisation Denis Caiozzi, Arthaus)
- 2011 — Калигула, «Калигула» Николя лё Риша (Réalisation Philippe Béziat, Idéale Audience)
- 2013 — Душа, «Третья симфония Малера» Джона Ноймайера (Réalisation Thomas Grimm)